# Stawros Arnautakis
Stawros Arnautakis, gr. Σταύρος Αρναουτάκης (ur. 25 maja 1956 w Epano Archanes) – grecki polityk, samorządowiec, od 2004 do 2009 poseł do Parlamentu Europejskiego, wiceminister gospodarki.

## Życiorys
Z wykształcenia ekonomista. W latach 80. pełnił kierownicze funkcje w przedsiębiorstwach. Od 1991 do 2004 był burmistrzem Epano Archanes, a także prezesem agencji rozwoju Heraklionu.
W 2004 został wybrany do Parlamentu Europejskiego z listy Panhelleńskiego Ruchu Socjalistycznego (PASOK). W PE przystąpił do frakcji socjalistycznej. Pracował w Komisji Rozwoju Regionalnego oraz w Komisji Rybołówstwa. W PE zasiadał do 2009.
Jesienią tego samego roku objął stanowisko wiceministra gospodarki (w randze sekretarza stanu) w gabinecie Jorgosa Papandreu, uzyskując wcześniej w tym samym roku mandat posła do Parlamentu Hellenów. W 2010 został wybrany na urząd gubernatora Krety, uzyskiwał następnie reelekcję na kolejne kadencje (w 2010, 2014, 2019 i 2023).